# Ska punk
Treći val ska (eng. Third wave ska) i ska punk (ska-punk) je fuzijski glazbeni žanr čiji su korijeni kasne 1970-e u Ujedinjenom Kraljevstvu i SAD, punk pozornica kasnih 1980-ih a postao je komercijalno uspješan 1990-ih. Kombinira ska i punk rock.
Premda neki sastavi trećeg vala ska zvuče kao tradicijski zvuk 1960-ih, većina trećevalnih skaovaca je svojstvenih prevladavajućih gitarskih riffova i velikih dionica s rogom. Tipična glazbala su električna gitara, bas gitara, klavijature, trublja (trompeta), trombon, saksofon, bubnjevi i vokalne dionice. Primjer sastava trećeg vala ska su Sublime, No Doubt, Suicide Machines, Voodoo Glow Skulls, Streetlight Manifesto, Reel Big Fish, Less Than Jake, The Aquabats, Mustard Plug, The Supertones, Five Iron Frenzy, The Mighty Mighty Bosstones, Suburban Legends, The Pietasters i Goldfinger.
Stilski korijeni su ska, punk rock, 2 Tone, reggae fuzija i hardcore punk. Podžanr ska punka je ska core (skacore, ska-core) koji spaja ska s hardcore punkom. Srodna tema je reggae rock. 
Rani ska punk kombinirao je 2 Tone i ska s hardcore punkom. U ska punku česta su puhačka glazbala a posebice lovački rog te saksofon, trombon i truba, čime se žanr udaljava od ostalih oblika punk rocka. Sličan je tradicijskom jamajčanskom skau, ali je brži i teži.